# Isola d'Arbia
Isola d'Arbia è una frazione del comune italiano di Siena, in Toscana.
Con i suoi 1 060 abitanti è la seconda frazione più popolosa del comune di Siena.

## Geografia fisica
La frazione dista circa 5 km da Siena e circa 80 km da Grosseto e Firenze.

## Storia
Il toponimo isola è dovuto alla posizione del borgo, situato in una piana tra il torrente Arbia e il torrente Tressa, anticamente isolato dal resto della terraferma per un'incurvatura dell'alveo dell'Arbia realizzato dai senesi nel 1380. Posta sotto il vicariato di Monteroni, la località fu munita da Siena a difesa della città, e subì l'attacco degli aretini nel 1288 e le razzie delle compagnie di ventura di Giovanni Acuto nel 1364.
La località nel 1845 contava 125 abitanti, aumentando lentamente fino ai giorni nostri anche grazie a opere di urbanizzazione realizzate dal dopoguerra a oggi che hanno reso Isola d'Arbia una modesta frazione residenziale alle dipendenze di Siena.

## Monumenti e luoghi d'interesse

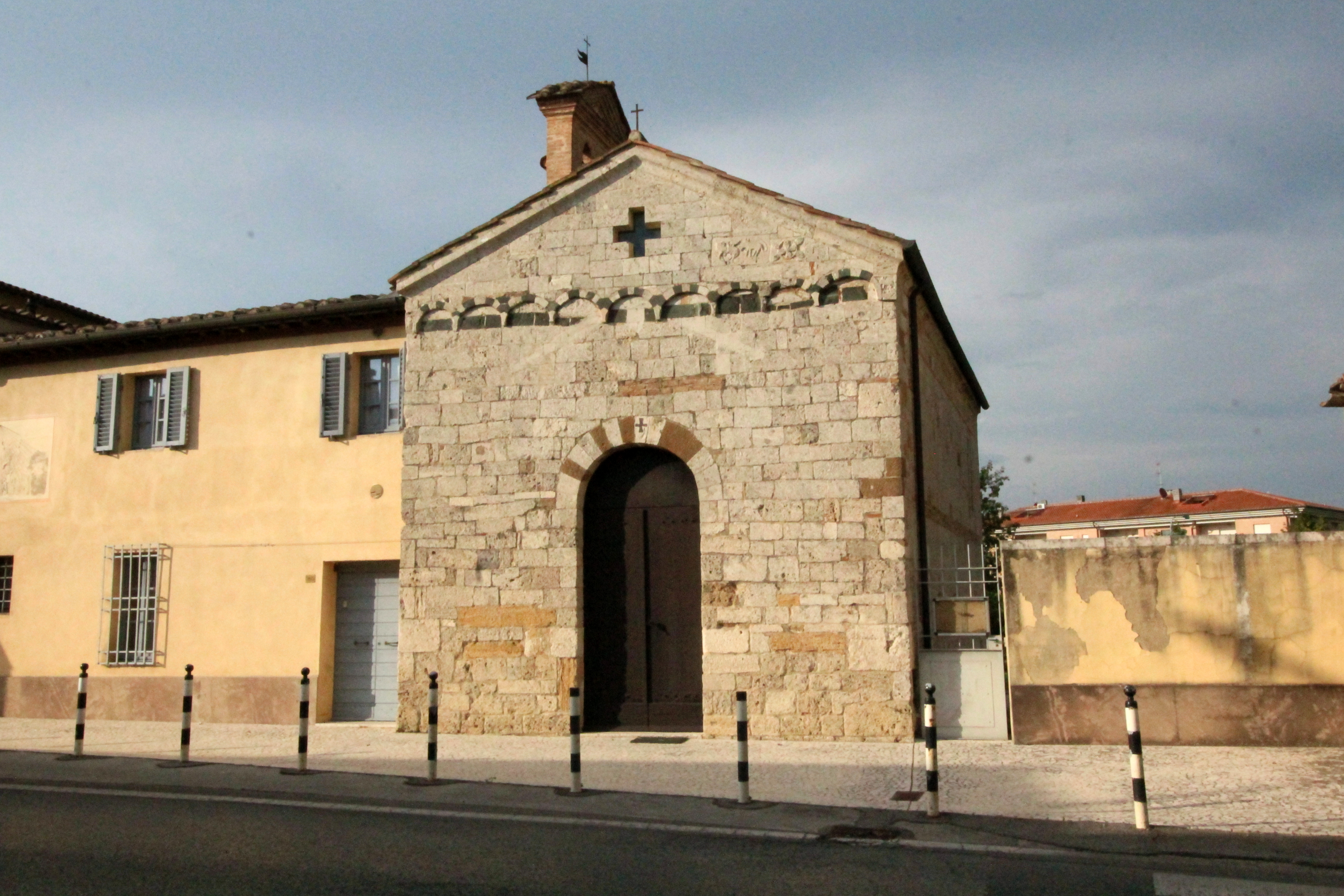
La chiesa di Sant'Ilario

### Architetture religiose
- Chiesa di Sant'Ilario a Isola, piccola chiesa romanica situata al centro del borgo, lungo la via Cassia che conduce a Siena[3] e la cui esistenza è documentata sin dall'anno 1081.

### Architetture civili
- Ospedale Poverelli di Biagio Tolomei e Ospedale San Niccolò dei Cinughi, due strutture medioevali del XIV secolo, oggi residenze private.
- Fattoria di Salteano, 1 km fuori dal centro abitato di Isola d'Arbia, le cui origini risalgono certamente anteriormente all'anno 1000 ma il cui primo documento certo è datato 1186.
- La grancia dei Cistercensi, ubicata nei pressi del paese in località La Piaggia e di cui abbiamo traccia sin dall'anno 1276.

## Infrastrutture e trasporti
La frazione era servita in passato da una propria stazione ferroviaria, posizionata lungo la ferrovia Grosseto-Siena che collega i due capoluoghi toscani. Oggi non è più utilizzata. È invece frequente il servizio bus con la linea urbana nº 2.